# Anthony Pratt
Anthony Joseph Prat (Melbourne, 11 de abril de 1960) é um empresário bilionário australiano.